# Hirsutella gregis
Hirsutella gregis är en svampart som beskrevs av Minter, B.L. Brady & R.A. Hall 1983. Hirsutella gregis ingår i släktet Hirsutella och familjen Ophiocordycipitaceae.   Inga underarter finns listade i Catalogue of Life.